# Estadio Roberto Natalio Carminatti
Das Estadio Roberto Natalio Carminatti (deutsch Roberto-Natalio-Carminatti-Stadion) ist ein Fußballstadion in der argentinischen Stadt Bahía Blanca. Es ist die vereinseigene Spielstätte des Fußballvereins Olimpo de Bahía Blanca und ist daher auch unter dem Namen Estadio Olimpo de Bahía Blanca geläufig. Die Anlage fasst heute 15.000 Zuschauer.